# King's Bounty: Armored Princess
«King's Bounty: Принцеса в обладунках» — фентезійна рольова відеогра з тактичними боями, створена компанією Katauri Interactive, продовження King's Bounty: The Legend. Видавець — фірма 1C. Гра з'явилася на прилавках 10 квітня 2009 року.
У ролі принцеси Амелі гравцеві належить вирушити у мандрівку світом Теана, щоб відшукати прославленого лицаря і наставника принцеси Білла Гілберта, поки її світ не пав під навалою демонів.

## Нововведення

### Загальні оновлення
King's Bounty: Armored Princess розвиває основи ігрового процесу King's Bounty: The Legend. Головним героєм Armored Princess виступає новий персонаж — принцеса Амелі. Вона має дракона-помічника, що допомагає в бою і розвивається в міру успіхів. Також у цій грі було введено супутників-зброєносців, що дають бонуси героєві та армії. За особливі досягнення в Armored Princess героїня отримує медалі, що надають різноманітні бонуси. Амелі можна розвивати до 50-го рівня, що включає нові вміння. В Armored Princess з'явилася жива екіпіровка, котра розвивається з часом, було додано нові види звичайної екіпіровки. Стали можливими миттєві подорожі між уже відомими місцями.
Перелік істот для наймання поповнився, зокрема стали доступні нейтрали: небесний страж, троль, королівський грифон, демонолог, асасин. Було введено расу ящерів з її військами: гобот, дорослий гобот, горгулья, горгуана, хайтеррант, бронтор, чоша, ті-рекс. У демонів з'явився кат, у гномів — бригадир і дроїди, у людей — паладин.

### Ручний дракон
У принцеси Амелі є ручний дракончик, який допомагає в бою, подібно до Духів Люті в попередній грі. У боях дракон отримує досвід і розвиває свої здібності. Його можна використовувати один раз за раунд, вибравши одне з його доступних умінь, за умови, що у принцеси достатній рівень люті. Що краще розвинена у дракона обрана для атаки здатність, тим більше люті вона вимагає, відповідно і відпочивати вихованець буде довше. Викликати його під час відпочинку не можна, найпотужніші атаки можуть вимагати подальшого відпочинку протягом п'яти і більше раундів.

### Раса ящерів
Перелік рас поповнився ящерами, котрі населяють Теану зі стародавніх часів. З глибокої давнини вони шанують і дотримуються своїх кровожерливі традиції, а тому багато інших рас не бажають мати з ними справ. Воїнів ящерів контролювати важко, однак той, хто зможе порозумітися з цими монстрами, отримує сильних союзників.

### Супербоси
У цій грі було введено супербосів — це величезні і дуже небезпечні створіння, вони займають половину арени і здатні самостійно впоратися з цілою армією. При зустрічі з ними ручний дракончик принцеси втрачає самовладання і відмовляється брати участь у битві. Кожен такий супротивник — це тактична головоломка. Кожен із супербосів володіє унікальними здібностями і особливою манерою ведення бою.

### Магія Мандрів
У Armored Princess було додано новий різновид магії — «похідну» магію Мандрів зниклої в незапам'ятні часи раси Мандрівників. Вона не належить до жодної з магічних шкіл і виявлена при дослідженні єдиної вцілілої споруди загадкової раси — Башти Мандрівника.
Цю магію можна лише копіювати із сувоїв, які зустрічаються як скарби досить рідко, а коштують дуже дорого. Вивчити або удосконалити жодне з заклинань Мандрівників не можна. Використовувати Магію Мандрівників можна, лише перебуваючи на карті, але не в бою. Кожне заклинання дає героєві певний бонус на одну чи декілька майбутніх битв, наприклад підвищує інтелект або додає до армії загін істот високого рівня розвитку.

## Сюжет
Принцеса Амелі, в дитинстві врятована шукачем скарбів Біллом Гілбертом від дракона Хааса, стала дорослою. Рідний світ принцеси, Ендор, атакують демони на чолі з Баалом, архідемоном, якого у першій частині переміг Білл Гілберт. Сам Білл, отримавши титул шукача світів, полетів до острівного світу Теана. Щоб повернути його назад, верховний маг королівства Даріон хоче знищити древній артефакт Годинник Часу, і вирушити в Теану. Але Амелі сама розбиває артефакт і переноситься в інший світ. Прибувши туди, вона зустрічає короля Фрідріха та дізнається, що Білл Гілберт тут не з'являвся. Щоб виконати свою місію, принцесі потрібно зібрати всі вісім магічних каменів Теани, завдяки чому отримати можливість дізнатися в тутешніх богів де знаходиться Білл. Принцеса отримує королівський подарунок — ручного дракона, після чого береться за пошуки каменів, заразом допомагаючи жителям Теани.
Врешті Амелі збирає всі камені й переноситься до божественної черепахи Тани, котра тримає на своїй спині світ. На прохання принцеси черепаха повертає Амелі та Білла додому.
Виявляється, час у рідному світі принцеси сповільнився настільки, що минуло всього кілька хвилин після того, як його покинула. Маючи союзником Білла Гілберта і зібрану за час подорожей армію, Амелі розбиває військо Баала.

## Саундтрек
У саундтреку гри використана музика з King's Bounty: The Legend, створена студією TriHorn Productions і Михайлом Костильовим (псевдонім Lind Erebros), а також додані нові композиції під авторством Михайла Костильова:
| #   | Назва                 | Автор            | Тривалість |
| --- | --------------------- | ---------------- | ---------- |
| 1.  | «Стародавня гробниця» | Михайло Костилєв | 1:30       |
| 2.  | «Армія світанку»      | Михайло Костилєв | 2:54       |
| 3.  | «Балрог»              | Михайло Костилєв | 2:43       |
| 4.  | «Темна печера»        | Михайло Костилєв | 2:43       |
| 5.  | «Острів Мертвих»      | Михайло Костилєв | 3:31       |
| 6.  | «Лігво Демонів»       | Михайло Костилєв | 2:35       |
| 7.  | «Країна мрій»         | Михайло Костилєв | 4:06       |
| 8.  | «Землі ящерів»        | Михайло Костилєв | 2:17       |
| 9.  | «Священний похід»     | Михайло Костилєв | 2:10       |
| 10. | «Обманний маневр»     | Михайло Костилєв | 2:07       |
| 11. | «Сутінковий міст»     | Михайло Костилєв | 2:19       |